# Курица (Бакау)
Курица (рум. Curița) насеље је у Румунији у округу Бакау у општини Манастиреа Кашин. Oпштина се налази на надморској висини од 299 m.

## Становништво
Према подацима из 2002. године у насељу је живело 873 становника, од којих су сви румунске националности.